# Чемпіонат Чехословаччини з футболу 1923
Чемпіонат чехословацького футбольного союзу 1923 — шостий розіграш чемпіонату Чехословаччини. Найсильніші команди країни виступали у середньочеській лізі, переможцем якої п'ятий раз поспіль стала празька «Спарта». Але команда не вважається офіційним чемпіоном країни, так як не проводились стикові ігри з представниками інших регіонів, як це було у попередньому 1922 році.
«Спарта» установила унікальне досягнення, вигравши 60 матчів поспіль у національному чемпіонаті. Серія розпочалась у 1919 році, коли команда після поразки 1:2 від «Уніона» (Жижков), виграла 9 наступних матчів того сезону, а продовжилась у 1920—1923 роках, охопивши п'ять чемпіонських титулів.

## Середньочеська ліга
|    | турнірна таблиця     | І  | В  | Н | П  | МЗ | МП | РМ  | О  |
| -- | -------------------- | -- | -- | - | -- | -- | -- | --- | -- |
| 1  | Спарта (Прага)       | 15 | 15 | 0 | 0  | 94 | 17 | +77 | 30 |
| 2  | Славія (Прага)       | 15 | 12 | 1 | 2  | 78 | 25 | +53 | 25 |
| 3  | Чехія Карлін (Прага) | 15 | 9  | 1 | 5  | 38 | 30 | +8  | 19 |
| 4  | Уніон (Жижков)       | 15 | 8  | 2 | 5  | 36 | 22 | +14 | 18 |
| 5  | Метеор Виногради     | 15 | 8  | 2 | 5  | 34 | 38 | -4  | 18 |
| 6  | Колін                | 15 | 7  | 3 | 5  | 29 | 27 | +2  | 17 |
| 7  | Нусельский (Прага)   | 15 | 7  | 2 | 6  | 33 | 30 | +3  | 16 |
| 8  | Метеор-VIII (Прага)  | 15 | 7  | 2 | 6  | 28 | 28 | 0   | 16 |
| 9  | Краловські Виногради | 15 | 5  | 5 | 5  | 27 | 27 | 0   | 15 |
| 10 | Вршовіце (Прага)     | 15 | 6  | 2 | 7  | 26 | 28 | -2  | 14 |
| 11 | Вікторія (Жижков)    | 15 | 5  | 4 | 6  | 32 | 36 | -4  | 14 |
| 12 | Лібень (Прага)       | 15 | 5  | 3 | 7  | 28 | 47 | -19 | 13 |
| 13 | Славія (Коширже)     | 15 | 4  | 2 | 9  | 39 | 62 | -23 | 10 |
| 14 | Славой (Прага)       | 15 | 1  | 5 | 9  | 25 | 43 | -18 | 7  |
| 15 | Малостранський       | 15 | 2  | 2 | 11 | 32 | 64 | -32 | 6  |
| 16 | Вікторія (Виногради) | 15 | 0  | 2 | 13 | 15 | 73 | -58 | 2  |

## Склад чемпіона
Орієнтовний склад «Спарти» у 1923 році:
| Воротар: Франтішек Гохманн. Захисники: Антонін Гоєр, Карел Стейнер, Мирослав Поспішил. Півзахисники: Карел Пешек, Франтішек Коленатий, Антонін Пернер, Фердинанд Гайний. Нападники: Антонін Янда, Йозеф Седлачек, Ярослав Червений, Ян Дворжачек, Карел Кожелуг, Отто Шимонек. Тренер: Джон Дік. |